# Salud del ecosistema
La salud del ecosistema es una metáfora utilizada para describir la condición de un ecosistema. La condición del ecosistema puede variar como resultado de incendios, inundaciones, sequías, extinciones, especies invasoras, cambio climático, minería, sobreexplotación en la pesca, la agricultura o la tala, derrames químicos y muchas otras razones. No existe un punto de referencia universalmente aceptado para un ecosistema saludable, más bien el estado de salud aparente de un ecosistema puede variar dependiendo de qué parámetros de salud se emplean para juzgarlo y qué aspiraciones sociales están impulsando la evaluación. Los defensores de la metáfora de la salud defienden su simplicidad como herramienta de comunicación. "Los formuladores de políticas y el público necesitan conceptos simples y comprensibles como la salud". Críticos temen que la salud del ecosistema, una "construcción cargada de valores", a menudo se "pase como ciencia a los responsables políticos desprevenidos y al público".

## Historia del concepto
La metáfora de la salud aplicada al medio ambiente ha estado en uso al menos desde principios de 1800 y el gran conservacionista estadounidense Aldo Leopold (1887–1948) habló metafóricamente de la salud de la tierra, la enfermedad de la tierra, la mutilación y la violencia al describir prácticas de uso del suelo. El término "gestión de ecosistemas" ha estado en uso al menos desde la década de 1950. El término "salud del ecosistema" se ha generalizado en la literatura ecológica, como una metáfora general que significa algo bueno, y como un objetivo de calidad ambiental en evaluaciones de campo de ríos, lagos, mares, y bosques.
Recientemente, sin embargo, esta metáfora ha sido objeto de formulación cuantitativa utilizando conceptos de sistemas complejos como la criticidad, lo que significa que un ecosistema saludable está en algún tipo de equilibrio entre adaptabilidad (aleatoriedad) y robustez (orden). Sin embargo, la universalidad de la criticidad aún está bajo examen y se conoce como la Hipótesis de la Criticalidad, que establece que los sistemas en un régimen dinámico que cambian entre orden y desorden, alcanzan el nivel más alto de capacidades computacionales y logran una compensación óptima entre robustez y flexibilidad. Los resultados recientes en biología celular y evolutiva, neurociencia y ciencias de la computación tienen un gran interés en la hipótesis de la criticidad, enfatizando su papel como un candidato viable a la ley general en el ámbito de los sistemas complejos adaptativos.

## Sentido
El término salud del ecosistema se ha empleado para abarcar una serie de objetivos ambientales que se consideran deseables. En una investigación de Edward Grumbine "¿Qué es la gestión del ecosistema?", se encuestó la gestión del ecosistema y la literatura de salud del ecosistema y resumieron las declaraciones de objetivos frecuentemente encontrados: 
- Conservar poblaciones viables de especies nativas
- Conservando la diversidad del ecosistema
- Mantener procesos evolutivos y ecológicos.
- Gestión a largo plazo para mantener el potencial evolutivo
- Acomodar el uso y la ocupación humana dentro de estas limitaciones

Grumbine describe cada uno de estos objetivos como una "declaración de valor" y destaca el papel de los valores humanos en el establecimiento de objetivos de gestión del ecosistema. El último objetivo mencionado en la encuesta, acomodar a los humanos, es el más polémico.  
Hemos observado que cuando grupos de partes interesadas trabajan para definir ... visiones, esto lleva a un debate sobre si hacer hincapié en la salud del ecosistema o el bienestar humano ... Si la prioridad son los ecosistemas o las personas influye enormemente en la evaluación de las partes interesadas de los estados ecológicos y sociales deseables. 
Para algunos, los lobos son críticos para la salud del ecosistema y una parte esencial de la naturaleza, para otros son un símbolo de extralimitación del gobierno que amenaza sus medios de vida y sus valores culturales.
La medición de la salud del ecosistema requiere un amplio muestreo ambiental basado en objetivos. Por ejemplo, un foro público desarrolló una visión para la salud del ecosistema del Lago Superior y se prepararon una serie de objetivos para la protección del hábitat y el mantenimiento de las poblaciones de unas 70 especies de peces indígenas. Se desarrolló un conjunto de 80 indicadores de salud de los lagos para la cuenca de los Grandes Lagos, incluido el monitoreo de especies de peces nativos, especies exóticas, niveles de agua, niveles de fósforo, productos químicos tóxicos, fitoplancton, zooplancton, contaminantes de tejidos de peces, etc.
Algunos autores han intentado definiciones amplias de la salud del ecosistema, como la evaluación comparativa del estado histórico del ecosistema "antes del inicio del estrés antropogénico". Una dificultad es que la composición histórica de muchos ecosistemas alterados por humanos es desconocida o incognoscible. Además, los registros de fósiles y polen indican que las especies que ocupan un ecosistema se reorganizan a través del tiempo, por lo que es difícil identificar una instantánea en el tiempo como óptima o "saludable".
Una definición amplia comúnmente citada establece que un ecosistema saludable tiene tres atributos:
1. Productividad
2. Resiliencia
3. Organización (incluida la biodiversidad)

Si bien esto captura importantes propiedades del ecosistema, una generalización es difícil de alcanzar, ya que esas propiedades no necesariamente varían en la naturaleza. Por ejemplo, no necesariamente existe una relación clara o consistente entre la productividad y la riqueza de especies. De manera similar, la relación entre resiliencia y diversidad es compleja, y la estabilidad del ecosistema puede depender de una o unas pocas especies en lugar de la diversidad general. Y algunos ecosistemas indeseables son altamente productivos.
La resiliencia no es deseable per se. Puede haber estados de ecosistemas altamente resistentes que son muy indeseables desde algunas perspectivas humanas, como los arrecifes de coral dominados por algas. 
La capacidad de recuperación ecológica es una "capacidad" que varía según las propiedades del ecosistema que se van a estudiar y según qué tipos de perturbaciones se consideran y cómo se deben cuantificar. Los enfoques para evaluarlo "enfrentan grandes incertidumbres y aún requieren una cantidad considerable de investigación empírica y teórica". 

Otros autores han buscado un índice numérico de la salud del ecosistema que permita comparaciones cuantitativas entre los ecosistemas y dentro de los ecosistemas a lo largo del tiempo. Uno de estos sistemas emplea clasificaciones de las tres propiedades mencionadas anteriormente: 
Salud = vigor del sistema x organización del sistema x resistencia del sistema. 
El ecologista Glenn Suter argumenta que tales índices emplean "unidades sin sentido", los índices no tienen:
...significado; no se pueden predecir, por lo que no son aplicables a la mayoría de los problemas regulatorios; no tienen poder de diagnóstico; los efectos de un componente son eclipsados por las respuestas de otros componentes, y se desconoce el motivo de un valor de índice alto o bajo.

## Indicadores de salud
Las métricas de salud están determinadas por los objetivos de los interesados, que impulsan la definición del ecosistema. Un ecosistema es una abstracción. 
Los ecosistemas no se pueden identificar o encontrar en la naturaleza. En cambio, deben ser delimitados por un observador. Esto se puede hacer de muchas maneras diferentes para la misma parte de la naturaleza, dependiendo de las perspectivas específicas de interés.
La definición del ecosistema determina el rango aceptable de variabilidad (condiciones de referencia) y determina las variables de medición. Estos últimos se usan como indicadores de la estructura y función del ecosistema, y pueden usarse como indicadores de "salud". 
Un indicador es una variable, como una propiedad química o biológica, que cuando se mide, se usa para inferir tendencias en otra variable ambiental (no medida) o grupo de variables no medidas (el indicandum). Por ejemplo, el aumento de la tasa de mortalidad de los canarios en una mina de carbón es un indicador del aumento de los niveles de monóxido de carbono. El aumento de los niveles de clorofila-a en un lago puede indicar eutrofización.
Las evaluaciones de ecosistemas emplean dos tipos de indicadores, indicadores descriptivos e indicadores normativos. "Los indicadores pueden usarse descriptivamente para un propósito científico o normativamente para un propósito político".
Usado descriptivamente, el alto contenido de clorofila-a es un indicador de eutrofización, pero también puede usarse como un indicador de salud del ecosistema. Cuando se usa como un indicador normativo (salud), indica un rango en una escala de salud, un rango que puede variar ampliamente dependiendo de las preferencias sociales en cuanto a lo que es deseable. Un nivel alto de clorofila-a en un humedal succesional natural podría considerarse saludable, mientras que un humedal impactado por el ser humano con el mismo valor indicador puede considerarse insalubre.
La estimación de la salud del ecosistema ha sido criticada por mezclar los dos tipos de indicadores ambientales. Un indicador de salud es un indicador normativo, y si se combina con indicadores descriptivos "implica que los valores normativos pueden medirse objetivamente, lo que ciertamente no es cierto. Por lo tanto, los valores implícitos se insinúan al lector, una situación que debe evitarse". 

Se puede argumentar que el acto mismo de seleccionar indicadores de cualquier tipo está sesgado por la perspectiva del observador pero se ha abogado por la separación de objetivos de las descripciones como un paso hacia la transparencia: 
Una separación de indicadores descriptivos y normativos es esencial del perspectiva de la filosofía de la ciencia ... Las metas y los valores no pueden deducirse directamente de las descripciones ... un hecho que se enfatiza repetidamente en la literatura de ética ambiental ... Por lo tanto, aconsejamos siempre especificar la definición de indicadores y proponer distinguir claramente los indicadores ecológicos en la ciencia de la política indicadores utilizados para los procesos de toma de decisiones.
Y la integración de múltiples indicadores normativos, posiblemente conflictivos, en una sola medida de "salud del ecosistema" es problemática. Usando 56 indicadores, se busca:
...determinar el estado ambiental y evaluar la salud de los ecosistemas marinos de manera integradora sigue siendo uno de los grandes desafíos en la ecología, investigación y gestión de ecosistemas marinos.
Otro problema con los indicadores es la validez. Los buenos indicadores deben tener un alto valor predictivo validado independientemente, es decir, alta sensibilidad (alta probabilidad de indicar un cambio significativo en el indicador) y alta especificidad (baja probabilidad de indicar un cambio erróneamente). La confiabilidad de varias métricas de salud ha sido cuestionada y "qué combinación de mediciones debería usarse para evaluar los ecosistemas es un tema de debate científico actual". La mayoría de los intentos de identificar indicadores ecológicos han sido correlativos en lugar de derivados de pruebas prospectivas de su valor predictivo y el proceso de selección para muchos indicadores se ha basado en evidencia débil o ha faltado evidencia. 

En algunos casos no se conocen indicadores confiables: 
No encontramos ejemplos de invertebrados utilizados con éxito en programas de monitoreo [forestal]. Su riqueza y abundancia aseguran que desempeñen papeles importantes en la función del ecosistema, pero frustran el enfoque en algunas especies clave." Y, "Las revisiones de los enfoques de monitoreo basados en especies revelan que ninguna especie, ni siquiera un grupo de especies, refleja con precisión comunidades enteras. Comprender la respuesta de una sola especie puede no proporcionar predicciones confiables sobre un grupo de especies, incluso cuando el grupo se comprisedof unas pocas especies muy similares.

## Relación con la salud humana: la paradoja de la salud
Una compensación entre la salud humana y la "salud" de la naturaleza se ha denominado la "paradoja de la salud"  e ilumina cómo los valores humanos impulsan las percepciones de la salud del ecosistema. 
La salud humana se ha beneficiado al sacrificar la "salud" de los ecosistemas silvestres, como el desmantelamiento y represamiento de los valles silvestres, la destrucción de los humedales portadores de mosquitos, el desvío de agua para riego, la conversión de tierras silvestres en tierras de cultivo, la extracción de madera y la extinción de tigres, ballenas, hurones y lobos. 
Ha habido un escandaloso cisma entre los conservacionistas y los administradores de recursos sobre la cuestión de si "frenar la dominación humana de la biosfera" o si abrazarla. Estas dos perspectivas se han caracterizado como utilitaristas versus proteccionistas.
 

La visión utilitaria trata la salud humana y el bienestar como criterios de salud del ecosistema. Por ejemplo, la destrucción de humedales para controlar los mosquitos de la malaria "resultó en una mejora en la salud del ecosistema". La visión proteccionista trata a los humanos como una especie invasora: 
"Si alguna vez hubo una especie que calificó como una plaga invasiva, es el Homo sapiens".
Los defensores de la visión utilitarista argumentan que "los ecosistemas saludables se caracterizan por su capacidad para mantener poblaciones humanas saludables", y "los ecosistemas saludables deben ser económicamente viables", ya que es probable que los ecosistemas "no saludables" den como resultado aumentos en contaminación, enfermedades infecciosas, incendios, inundaciones, malas cosechas y colapso pesquero.
Los proteccionistas argumentan que privilegiar la salud humana es un conflicto de intereses ya que los humanos han degradado una gran cantidad de ecosistemas para mantener su bienestar, también las enfermedades y el parasitismo son históricamente normales en la naturaleza preindustrial. Las enfermedades y los parásitos promueven el funcionamiento del ecosistema, impulsando la biodiversidad y la productividad, y los parásitos pueden constituir una fracción significativa de la biomasa del ecosistema.
 

La elección misma de la palabra "salud" aplicada a la ecología ha sido cuestionada como carente de neutralidad en un artículo de BioScience sobre el uso responsable del lenguaje científico:
Algunos conservacionistas temen que estos términos puedan respaldar la dominación humana del planeta ... y podrían exacerbar el cambio cognitivo por la cual los humanos tienden a acostumbrarse a los ecosistemas nuevos ya menudo degradados y, por lo tanto, olvidan la naturaleza del pasado.

## Crítica del concepto y alternativas propuestas
Las críticas a la salud del ecosistema apuntan en gran medida al fracaso de los proponentes para distinguir explícitamente la dimensión normativa (preferencia política) de la dimensión descriptiva (información científica), y ha incluido lo siguiente: 
- La salud del ecosistema está en el ojo del espectador. Es un juicio económico, político o ético más que una medida científica de la calidad ambiental. Las calificaciones de salud están determinadas por los objetivos y las preferencias de los actores ambientales.[55][56] "En el centro de los debates sobre la utilidad de la salud del ecosistema hay una lucha sobre la que las preferencias sociales tendrán prioridad".[57]
- La salud es una metáfora, no una propiedad de un ecosistema. La salud es una abstracción. Implica "bueno", una condición óptima, pero en la naturaleza los ecosistemas son conjuntos transitorios en constante cambio sin un óptimo identificable.[25][58]
- El uso de la salud y el bienestar humanos como criterio de salud del ecosistema introduce una arrogancia y un conflicto de intereses en la evaluación ambiental, ya que el crecimiento de la población humana ha causado mucho daño ambiental.[51][59]
- La salud del ecosistema se disfraza como un objetivo operativo porque los administradores ambientales "pueden ser reacios a definir sus objetivos claramente".[2]
- Es un concepto vago.[11][60] "Actualmente hay muchas definiciones, a menudo contradictorias, de la salud del ecosistema"  que "están abiertas a tanto abuso y mal uso que representan una amenaza para el medio ambiente".
- "En general, no hay definiciones claras de lo que los defensores del concepto quieren decir con 'ecosistema' ."
- El público puede ser engañado por el término salud del ecosistema que puede camuflar las ramificaciones de un objetivo político y ser empleado para clasificar peyorativamente las opciones políticas. "El mal uso más generalizado de la salud del ecosistema y nociones normativas similares es la inserción de valores personales bajo la apariencia de imparcialidad 'científica'."

Se han propuesto alternativas para el término salud del ecosistema, incluido un lenguaje más neutral como el estado del ecosistema, pronóstico del ecosistema y la sostenibilidad del ecosistema. Otra alternativa al uso de una metáfora de la salud es "expresar con exactitud y claridad la política pública y el objetivo de gestión", emplear descriptores de hábitat y propiedades reales de los ecosistemas. Un ejemplo de una declaración de política es "El mantenimiento de poblaciones naturales viables de vida silvestre y funciones ecológicas siempre tiene prioridad sobre cualquier uso humano de la vida silvestre". Un ejemplo de un objetivo es "Mantener poblaciones viables de todas las especies nativas in situ." Un ejemplo de un objetivo de gestión es "Mantener las poblaciones autosuficientes de pescado blanco del lago dentro del rango de abundancia observado durante 1990-99."
Kurt Jax presentó un formato de evaluación del ecosistema que evita imponer una noción preconcebida de normalidad, que evita la confusión de lo normativo y lo descriptivo, y que presta mucha atención a la definición del ecosistema.  
1. Las partes interesadas negocian los propósitos sociales para el ecosistema,
2. se define un ecosistema funcional con énfasis en los fenómenos relevantes para los objetivos de las partes interesadas,
3. se establecen condiciones de referencia de referencia y la variación permisible del sistema,
4. variables de medición se eligen para usar como indicadores, y
5. se decide la escala de tiempo y la escala espacial de evaluación.

## Términos relacionados
La salud ecológica se ha utilizado como un término médico en referencia a la alergia humana y la sensibilidad química múltiple y como un término de salud pública para programas para modificar los riesgos para la salud (diabetes, obesidad, tabaquismo, etc.) La salud humana en sí misma, cuando se ve en su sentido más amplio, se considera que tiene fundamentos ecológicos. También es un término de planificación urbana en referencia a ciudades "verdes" (compostaje, reciclaje), y se ha utilizado libremente con respecto a diversos problemas ambientales y como la condición de sitios ambientales perturbados por humanos. La integridad del ecosistema implica una condición de un ecosistema expuesto a un mínimo de influencia humana. La ecosalud es la relación de la salud humana con el medio ambiente, incluido el efecto del cambio climático, las guerras, la producción de alimentos, la urbanización y la estructura y función del ecosistema. La gestión de ecosistemas y la gestión basada en el ecosistema se refieren a la gestión sostenible de los ecosistemas y, en algunos casos, pueden emplear los términos salud del ecosistema o integridad del ecosistema como objetivo. La práctica del manejo de los recursos naturales ha evolucionado a medida que las prioridades sociales han cambiado y, como consecuencia, la definición funcional de la salud del ecosistema, junto con los objetivos generales de manejo, también han evolucionado.